# منتخب جزر العذراء الأمريكية لكرة القدم
منتخب جزر العذراء الأمريكية لكرة القدم (بالإنجليزية: U.S. Virgin Islands national soccer team)‏ وهو المنتخب الوطني في جزر العذراء الأمريكية ويديره اتحاد جزر العذراء الأمريكية لكرة القدم. لم يسبق له التأهل إلى بطولة بطولة كأس العالم لكرة القدم. يعتبر من أضعف منتخبات العالم حيث خسر من منتخب سانت لوسيا 1-14 في مباراة اقيمت عام 2001.